# Fiskars bruk

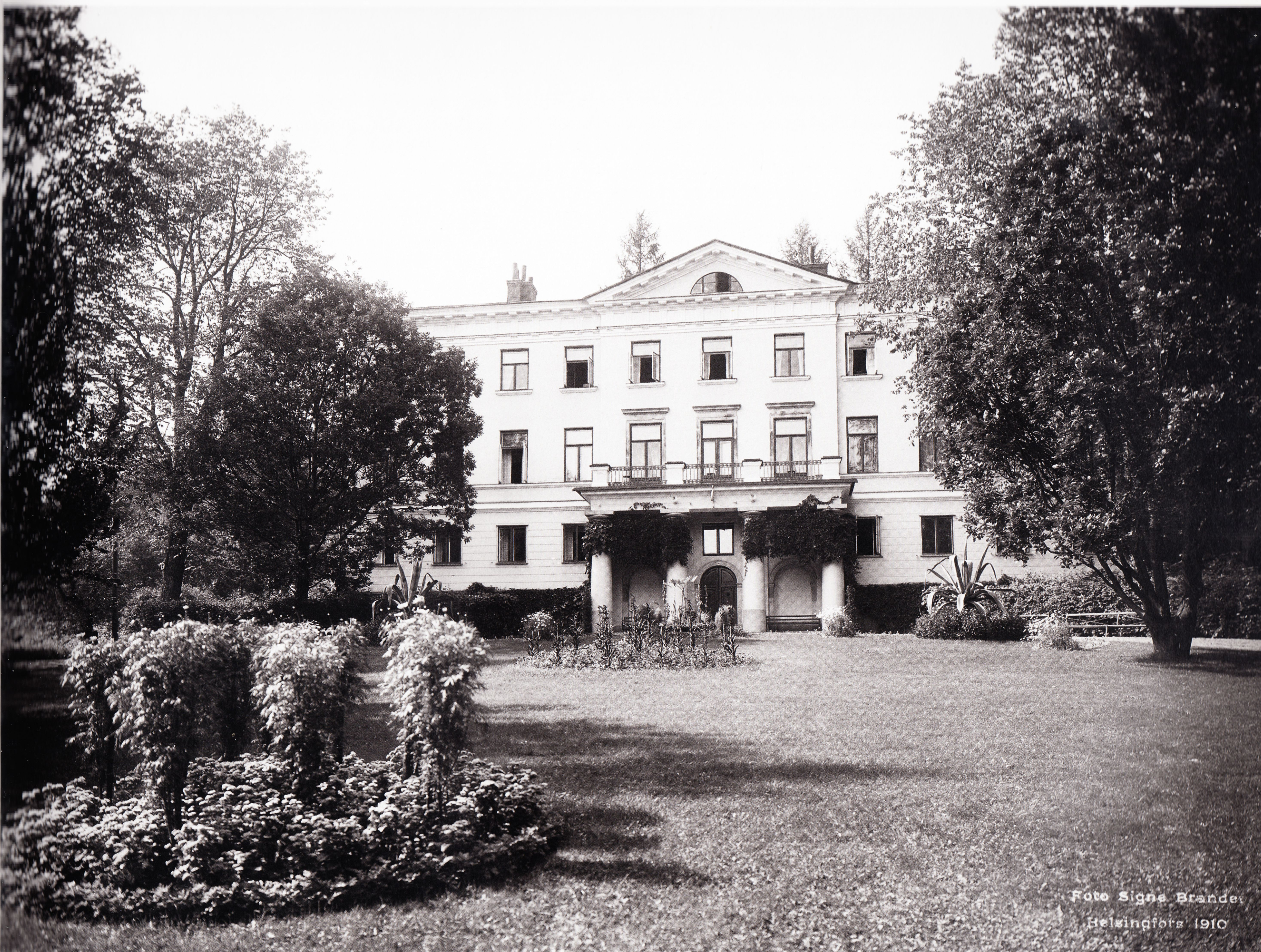
Fiskars bruks huvudbyggnad år 1910

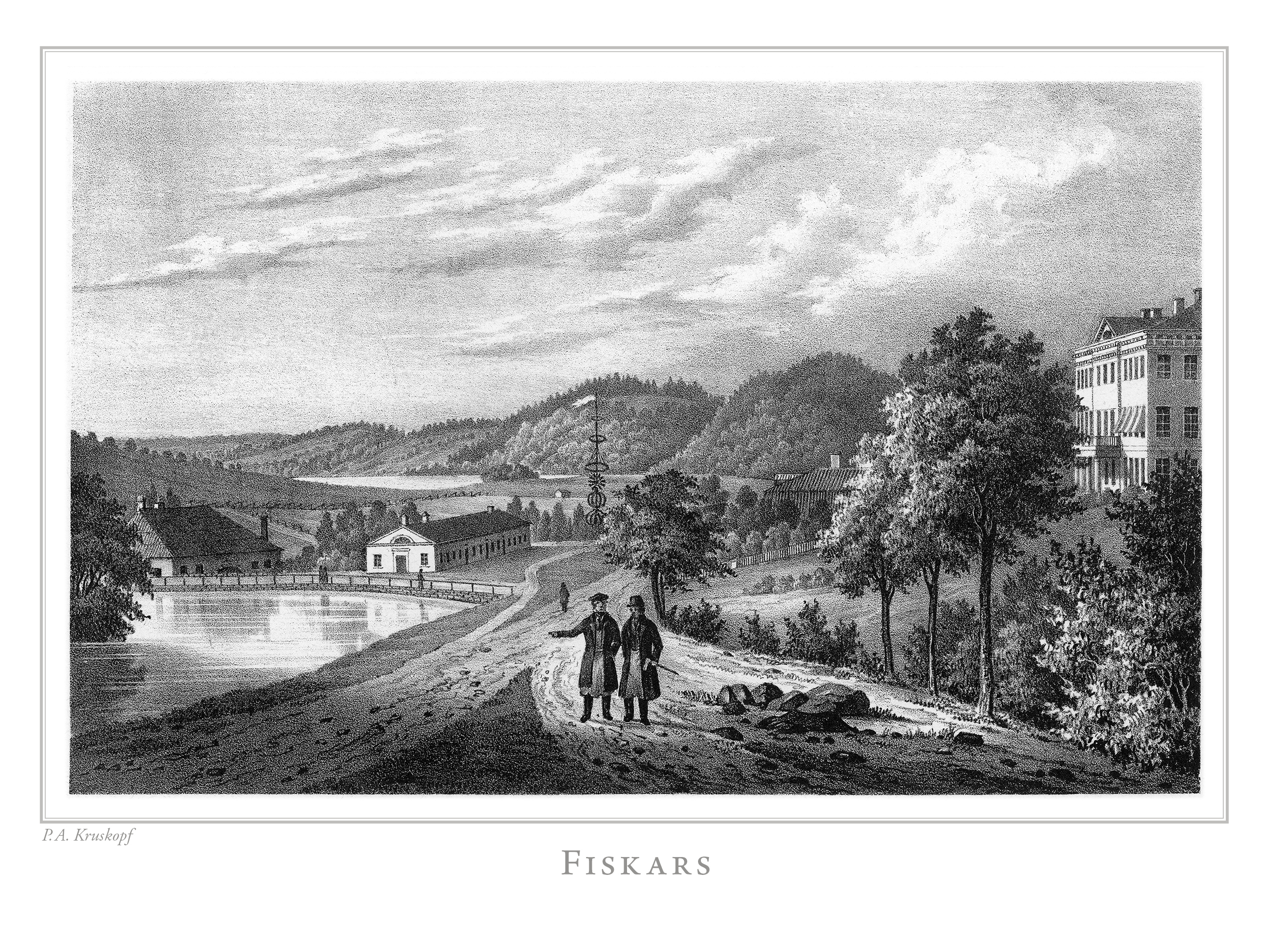
Litografi i Finland framstäldt i teckningar utgiven 1845-1852.

Fiskars bruk, bruksegendom i orten Fiskars, Raseborg stad, Finland, var redan på 1600-talet en av de mest betydande egendomarna i Finland. År 1649 erhöll handlanden Peter Thorwöste i Åbo privilegier att anlägga masugn, stångjärnshammare och manufakturverk vid Fiskarsån i Pojo socken. Ännu i början av 1700-talet ägdes bruket av denna familj.
År 1752 såldes Fiskars bruk av John Montgomery till Ch. och W. Tottie i Stockholm och 1755 köptes det av John Jennings och Robert Finlay. År 1778 överläts alla verken av Finlays konkursbo till J. & C. Hasselgren i Amsterdam. År 1783 köptes samtliga anläggningarna av Bengt Magnus Björkman. Efter dennes son ägdes bruket från 1822 av assessorn John Jakob Julin, som med insikt och kraft uppdrev bruksavkastningen och förbättrade jorden. Särskilt åtnjöt Fiskars finsmiden under hans tid högt anseende. Under bruket lydde då egendomar om sammanräknat 76 mantal (belägna i sju socknar) samt dessutom Orijärvi vidsträckta koppargruvor, åtskilliga mindre järngruvor, Kärkelä kopparbruk i Karislojo (anlagt 1765), Koskis järnbruk i Bjärnå (privilegierat 1679), Antskogs bok- och vaskverk (anlagt 1630), samt klädesfabrik (ägdes sedermera av ett aktiebolag).
Efter John Jacob Julins död 1853 splittrades lägenheterna mellan hans arvingar. Bruket och största delen av egendomen övertogs av sonen Erik von Julin. Stigande konkurrens och andra ogynnsamma förhållanden verkade emellertid nedåtgående för affärerna. År 1884 ombildades affären till ett aktiebolag, och kom att utvecklas till dagens industrikonglomerat Fiskars. Företaget blev för stort för sin hemort i mitten av 1980-talet, och man klarade inte av att följa med tiden. Gjuteriet lades ner, man slutade tillverka plogar och andra produkter som inte längre behövdes. Knivfabriken flyttades till grannbyn Billnäs. År 1983 såldes största delen av Fiskars bruk - både bostadshus och fabriksbyggnader - till kommunen. 
Fiskars bruk är beläget i en av Finlands mest odlade bygder.